# 氣象海嘯
氣象海嘯（英語：Meteotsunami）是一種類似海嘯的一種天氣現象，其包含副振動在內，係由普勞德曼共振效應機制引起。而根據已知的水位和氣壓觀測資料顯示，氣象海嘯的作用時間比風暴潮長。在其他語言方面，日本九州稱作あびき、加泰隆尼亞語稱作rissaga、马耳他语稱作milgħuba、義大利語稱作marrobbio、克罗地亚语稱作šćiga。

## 成因
當氣壓快速變化導致水體的位移時，很容易引起氣象海嘯，其傳播速率會因不同的水深和地形而出現差異。若傳播速率和微量氣壓變化的移動速率約略相同時，就產生普勞德曼共振效應，使初始波產生數倍的增幅。和普通脈衝型的海嘯相比，行進的大氣擾動通常在有限的時間內（從幾分鐘到幾個小時）與海洋相互作用。通常氣象海嘯與海嘯的特徵相似，但最主要的分別方式仍是以是否發生有地震為主:1036。
由於氣象海嘯並非像海嘯一樣是以地震獲取能量所造成一種波長極長的重力波，故影響範圍相對有限，但若氣象海嘯的共振遭放大時，仍然會造成很大的危險 。而在季節風影響下，陣風風速大幅度跳動也是影響氣象海嘯振幅的因子之一。
下列公式中，{\displaystyle {R}}為振幅率、{\displaystyle {V}}為移動速度、{\displaystyle {c}}為相速度、{\displaystyle {g}}為重力加速度、{\displaystyle {h}}為水深。由該公式可見，當氣壓擾動移速與海洋長波的相速度一致時，振幅受共振影響而增大，且氣壓變化愈劇烈，愈有利於振幅放大；而當氣壓大範圍且緩慢下降時（倒轉氣壓計效應），海浪振幅將不大於此（每下降1百帕，水位上升1釐米）。
{\displaystyle R={\frac {1}{1-\left({\frac {V}{c}}\right)^{2}}}={\frac {1}{1-\left({\frac {V^{2}}{gh}}\right)}}}

## 歷史
自西元前2000年至西元2014年的氣象事件紀錄，大約只有3%是氣象海嘯所致，但事件的發生可能更高，因為過去的海嘯事件中有10%沒有受到詳細記載而難以驗證，氣象海嘯亦有可能因此被誤分類為「振盪波」所導致的氣象事件。
| 發生地區                    | 發生國家   | 發生時間       | 錄得浪高 (單位公尺) | 死亡人數 | 來源         |
| --------------------------- | ---------- | -------------- | ------------------- | -------- | ------------ |
| 尼亞盧卡                    | 克羅埃西亞 | 1978年6月21日  | 5.9                 | 0        | :1046        |
| 長崎市周遭海灣              | 日本       | 1979年3月31日  | 5                   | 3        | [ 8 ]        |
| 肯特郡 及索塞克斯郡周遭海灣 | 英國       | 1929年7月20日  | 3.5-6               | 2        | [ 10 ]       |
| 龙口市 港口                 | 中國       | 1980年9月1日   | 3                   |          | :1044        |
| 休塔德利亞德梅諾爾卡 港口   | 西班牙     | 2006年6月15日  | 4                   |          | [ 8 ]        |
| 伊利諾州芝加哥              | 美國       | 1954年6月26日  | 3                   | 7        | [ 8 ]        |
| 佛羅里達州戴通納海灘        | 美國       | 1992年7月3–4日 | 3.5                 | 0        | [ 8 ] [ 11 ] |

## 釋義
1. ↑  「振盪波」指的是流體受到與該流體系統「自然頻率」（Naturai frequency）相同頻率之擾動力後，所感應之振盪[7]。

## 來源
1. ↑  Tsunami Glossary 2008 的存檔，存档日期2011年7月16日，., UNESCO
2. 1 2  郭力豪. . 國立交通大學土木工程系所.   [2018年8月16日].（繁體中文）
3. 1 2 3  高野洋雄.  (PDF). 気象庁.   [2018年8月17日]. （原始内容存档 (PDF)于2018年8月17日） （日语）.
4. 1 2  林立青.  (PDF). 科學發展. 國家實驗研究院: 10–14. 2013年8月  [2018年8月19日]. （原始内容存档 (PDF)于2018年8月19日）.（繁體中文）
5. ↑  . 長崎地方気象台.   [2018年8月17日]. （原始内容存档于2016年3月5日） （日语）.
6. 1 2 3 4 5 6  Monserrat, S.; Vilibić I.; Rabinovich A.B.  (PDF). Natural Hazards and Earth System Sciences. 2006, 6 (6): 1035–1051  [2011年11月23日]. doi:10.5194/nhess-6-1035-2006. （原始内容存档 (PDF)于2012年4月26日）.
7. ↑  交通部中央氣象局. .   [2018年8月16日]. （原始内容存档于2018年8月16日）.（繁體中文）
8. 1 2 3 4 5  Bailey, Kathleen; DiVeglio, Christopher; Welty, Ashley.  (PDF). NOAA.Gov. National Oceanic and Atmospheric Administration.   [2016年4月29日]. （原始内容存档 (PDF)于2016年12月7日）.
9. ↑  National Tsunami Hazard Mitigation Program. . Weather.Gov. National Weather Service.   [2016年4月29日]. （原始内容存档于2016年6月25日）.
10. ↑  . British Geological Survey. British Geological Survey.   [2016年5月17日]. （原始内容存档于2016年6月4日）.
11. ↑  Becky Oskin. . Huffington Post. 2012-12-12  [2013年8月6日]. （原始内容存档于2013年6月22日）.